# Thanatus mandali
Thanatus mandali là một loài nhện trong họ Philodromidae.
Loài này thuộc chi Thanatus. Thanatus mandali được Benoy Krishna Tikader miêu tả năm 1965.